# Ville-Langy
Ville-Langy är en kommun i departementet Nièvre i regionen Bourgogne-Franche-Comté i de centrala delarna av Frankrike. Kommunen ligger i kantonen Saint-Benin-d'Azy som tillhör arrondissementet Nevers. År 2022 hade Ville-Langy 237 invånare.

## Befolkningsutveckling
Antalet invånare i kommunen Ville-Langy
| Referens: INSEE |